# Warmeriville
Warmeriville – miejscowość i gmina we Francji, w regionie Grand Est, w departamencie Marna.
Według danych na rok 1990 gminę zamieszkiwało 2151 osób, a gęstość zaludnienia wynosiła 93 osób/km².